# Lanzacohetes antitanque Tipo 4 de 70 mm
El Tipo 4 70 mm fue un lanzacohetes antitanque japonés utilizado durante el último año de la Segunda Guerra Mundial. Iba a ser empleado en el archipiélago japonés en caso de una invasión Aliada.
Es comparable al lanzacohetes alemán Panzerschreck y al lanzacohetes estadounidense Bazooka.

## Historia
Hacia 1944, los estadounidenses usaban lanzacohetes M1 Bazooka en el Frente del Pacífico contra los japoneses. En respuesta, los japoneses comenzaron a desarrollar el lanzacohetes Tipo 4. A diferencia del cohete estadounidense que usaba aletas para estabilizarlo en vuelo, el cohete japonés tenía boquillas Venturi en ángulo en su base para rotar el cohete y estabilizarlo, de manera similar al cohete de alto poder explosivo de 200 mm.

## Desarrollo

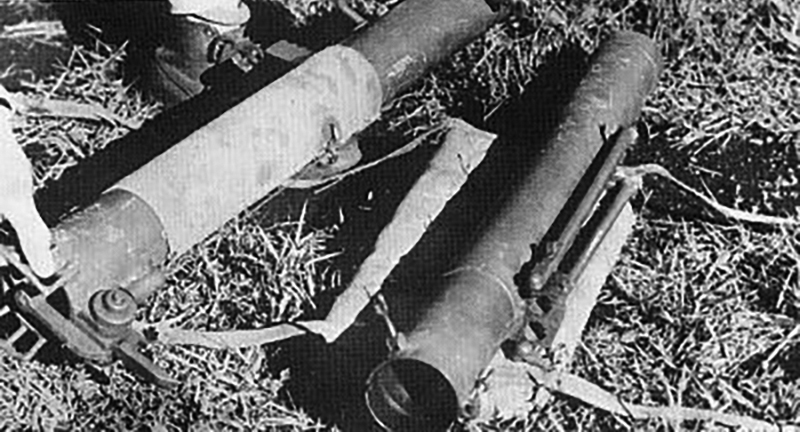
Un Tipo 4 70 mm desmontado.

El lanzador se construyó en dos partes que se unían por la mitad, similar al lanzacohetes estadounidense de 3,5". Fue diseñado para ser disparado por un soldado en posición prono. El arma tenía un bípode similar al de la ametralladora ligera Tipo 99. El artillero estaba tendido con su cuerpo en un ángulo aproximado de 45 grados con respecto al ánima del lado izquierdo, mientras que el cargador estaba posicionado de manera similar en el otro lado. El pistolete y el mecanismo del gatillo estaban unidos a la mitad trasera del lanzador. Un cable iba desde el gatillo hasta la parte trasera del lanzador donde se encontraba el martillo. El martillo y el percutor estaban montados en un brazo. El brazo estaba por encima del ánima y fuera del camino de carga del cohete cuando estaba en la posición de amartillado. Al apretar el gatillo, el percutor mantenía el brazo en posición y el brazo giraba bajo la presión de un resorte, golpeando el fulminante y encendiendo el cohete.

El cohete de 70 mm, al igual que el modelo de 200 mm, empleaba una espoleta de mortero. No habría retroceso cuando el cohete era lanzado para activar una espoleta de artillería. La espoleta japonesa de mortero para los proyectiles de 81 mm y 90 mm usaba un alambre de corte como seguro mientras recorría el ánima de la pieza de artillería. El alambre atravesaba el cuerpo de latón y el émbolo del percutor de aluminio. Al impactar el émbolo era forzado hacia atrás, cortando el alambre y liberando el émbolo para golpear el percutor y detonar el proyectil.